# Sărata (okręg Bacău)
Sărata – wieś w Rumunii, w okręgu Bacău, w gminie Sărata. W 2011 roku liczyła 1817 mieszkańców.